# Органы Санкт-Петербурга

## Список органов Санкт-Петербурга
Данный список по умолчанию отсортирован и пронумерован по количеству регистров и не включает небольшие учебные духовые органы, позитивы и портативы, электронные аналоговые и цифровые органы, находящиеся в частной собственности, подсчёт которых весьма затруднителен.
- R/М/P — краткая характеристика органа: арабскими цифрами указано количество регистров, римскими — количество мануалов, «Р» свидетельствует о наличии педальной клавиатуры.
- Год — год окончания строительства или ремонтных работ.
- Фирма — органостроительная фирма, построившая орган, а также фирмы, осуществившие реставрацию и/или реконструкцию инструмента.
- П — примечание-сноска.

| №  | Место                                                  | R/M/P                               | Год                 | Фирма                                     | Страна                                                                                  | Опус      | П             |
| -- | ------------------------------------------------------ | ----------------------------------- | ------------------- | ----------------------------------------- | --------------------------------------------------------------------------------------- | --------- | ------------- |
| 1  | Академическая капелла                                  | 28/II/P 32/II/P 45/III/P 57/III/P   | 1891 1911 1967 2007 | E. F. Walcker Rieger-Kloss Hermann Eule   | Германия, Людвигсбург · Германия, Людвигсбург · Чехословакия, Крнов · Германия, Баутцен | 604       | [ 1 ] [ 2 ]   |
| 2  | Санкт-Петербургская консерватория, Малый зал           | 56/III/P                            | 2009                | Hermann Eule                              | Германия, Баутцен                                                                       |           |               |
| 3  | Санкт-Петербургская филармония, Большой зал            | 47/III/P 52/III/P 64/III/P 54/III/P | 1903 1910 1972 2004 | E. F. Walcker Rieger-Kloss Johannes Klais | Германия, Людвигсбург · Германия, Людвигсбург · Чехословакия, Крнов · Германия, Бонн    | 1100 3400 | [ 3 ] [ 4 ]   |
| 4  | Лютеранская церковь святых Петра и Павла               | 43/III/P                            | 1972-73             | Willi Peter                               | ФРГ, Кёльн                                                                              |           | [ 5 ] [ 6 ]   |
| 5  | Мариинский театр                                       | 41/III/P                            | 1979-81             | Rieger-Kloss                              | Чехословакия, Крнов                                                                     | 3499      | [ 7 ]         |
| 6  | Концертный зал Мариинского театра                      | 40/III/P                            | 2009                | Daniel Kern                               | Франция, Страсбург                                                                      |           |               |
| 7  | Финская церковь Святой Марии                           | 27/II/P                             | 2010                | Martti Porthan                            | Финляндия, Тервакоски                                                                   |           |               |
| 8  | Таврический дворец                                     | 23/II/P                             | 2010                | Gerhard Grenzing                          | Испания, Барселона                                                                      |           | [ 8 ]         |
| 9  | Лютеранская церковь святого Михаила                    | 21/II/P                             |                     | Rieger                                    |                                                                                         |           |               |
| 10 | Католическая церковь Божией Матери Лурдской            | 20/II/P                             | 1910                | E. F. Walcker                             | Германия, Людвигсбург                                                                   | 1544      | [ 9 ]         |
| 11 | Лютеранская церковь святой Екатерины                   | 20/II/P                             | 1996                | W. Sauer                                  | Германия, Франкфурт-на-Одере                                                            | 2266      |               |
| 12 | Институт имени Д. О. Отта                              | 18/II/P                             | 1962                | Förster & Nicolaus                        | Германия, Лих                                                                           |           | [ 11 ]        |
| 13 | Училище имени Н. А. Римского-Корсакова, Концертный зал | 18/II/P                             | 1986                | Rieger-Kloss                              | Чехословакия, Крнов                                                                     | 3579      |               |
| 14 | Санкт-Петербургский университет                        | 16/II/P                             | 1952                | Weigle                                    | Германия, Лайнфельден                                                                   | 908       |               |
| 15 | Мальтийская капелла                                    | 15/II/P                             | 1909 2006 2007      | E. F. Walcker Kriisa Hermann Eule         | Германия, Людвигсбург · Эстония, Меелаку · Германия, Баутцен                            | 1489      | [ 12 ]        |
| 16 | Санкт-Петербургская консерватория, 37 класс            | 13/II/P                             | 1972                | W. Sauer                                  | ГДР, Франкфурт-на-Одере                                                                 | 1976      |               |
| 17 | Школа имени Н. А. Римского-Корсакова, 1 класс          | 12/II/P                             | 1965                | E. F. Walcker                             | Германия, Людвигсбург                                                                   |           | [ 13 ] [ 14 ] |
| 18 | Католический собор Успения Пресвятой Девы Марии        | 10/II/P                             | ок. 1905            | Thomas E. Hughes                          | Великобритания, Брадфорд                                                                |           | [ 16 ]        |
| 19 | Лютеранская церковь святых Петра и Павла               | 10/II/P                             | 1958                | G. Steinmann                              | Германия, Флото                                                                         | 249       |               |
| 20 | Санкт-Петербургская консерватория, 32 класс            | 10/II/P                             |                     | Walcker                                   |                                                                                         |           |               |
| 21 | Библиотека имени В. В. Маяковского                     | 9/I/P                               | 2021                | Kerkorgelfabriek                          | Вёрден, Нидерланды                                                                      |           |               |
| 22 | Хоровое училище имени М. И. Глинки                     | 9/II/P                              |                     | Павел Чилин                               | Россия, Санкт-Петербург                                                                 | 33        |               |
| 23 | Санкт-Петербургский университет                        | 8/II/P                              | 1967                | Kemper                                    | Германия, Любек                                                                         |           |               |
| 24 | Можайский, Приход Туутари ЕЛЦ Ингрии                   | 7/II/P                              |                     |                                           |                                                                                         |           |               |
| 25 | Училище имени Н. А. Римского-Корсакова, Органный класс | 4/II/P                              | 1986                | Rieger-Kloss                              | Чехословакия, Крнов                                                                     | 3562      |               |
| 26 | Школа музыки Эглерио, Камерный зал                     | 4/II/P                              | 1996                | Павел Чилин                               | Россия, Санкт-Петербург                                                                 | 16        | [ 17 ]        |
| 27 | Академическая капелла, Камерный зал                    | 4/I                                 | 2007                | Hermann Eule                              | Германия, Баутцен                                                                       |           |               |
| 28 | Павловск, Крепость Бип                                 | 4/I/P                               | 2011                | Škrabl                                    | Словения, Рогашка-Слатина                                                               |           |               |
| 29 | Училище имени М. П. Мусоргского                        | 3/II/P                              | 2001                | Rudolf von Beckerath                      | Германия, Гамбург                                                                       |           |               |
| 30 | Охтинский центр эстетического воспитания               | 3/I/P                               |                     | Павел Чилин                               | Россия, Санкт-Петербург                                                                 |           |               |
| 31 | Школа имени Н. А. Римского-Корсакова, 35 класс         | 2/II/P                              | 2006                | Павел Чилин                               | Россия, Санкт-Петербург                                                                 |           |               |

## Список частично и полностью утраченных органов Санкт-Петербурга
| Место                                                | R/M/P    | Год       | Фирма                | Страна                       | Опус | Комментарий              |  |
| ---------------------------------------------------- | -------- | --------- | -------------------- | ---------------------------- | ---- | ------------------------ |  |
| Англиканская церковь Иисуса Христа                   | 23/III/P | 1877      | Brindley & Foster    | Великобритания, Шеффилд      |      | В нерабочем состоянии.   |  |
| Санкт-Петербургская консерватория, Малый зал         | 46/III/P | 1897—1961 | E. F. Walcker & Cie. | Германия, Людвигсбург        | 750  | Сохранен только корпус.  |  |
| Царскосельская гимназия искусств им. А. А. Ахматовой | 8/II/P   | 1884      | W. Sauer             | Германия, Франкфурт-на-Одере | 432  | В разобранном состоянии. |  |
| Лютеранская церковь святой Екатерины                 |          | 1892      | E. F. Walcker & Cie. | Германия, Людвигсбург        | 578  | [ 18 ]                   |  |
| Лютеранская церковь Святых Петра и Павла             | 63/III/P | 1840      | E. F. Walcker & Cie. | Германия, Людвигсбург        |      | Утерян целиком.          |  |

## Список органов Ленинградской области
- НП — населённый пункт.

| № | НП          | Место                                            | R/M/P   | Год  | Фирма                 | Страна                                         | Опус | П |
| - | ----------- | ------------------------------------------------ | ------- | ---- | --------------------- | ---------------------------------------------- | ---- | - |
| 1 | Токсово     | Лютеранская церковь святых Петра и Павла         | 23/II/Р | 1996 | Steinmayer Schmid     | ФРГ, Эттинген-ин-Байерн · Германия, Кауфбойрен |      |   |
| 2 | Выборг      | Лютеранский собор святых Петра и Павла           | 10/II/Р | 1963 | Kangasalan urkutehdas | Финляндия, Кангасала                           | 713  |   |
| 3 | Приморск    | Лютеранская церковь святой Марии Магдалины       | 5/I     |      | Kohlus                | Швеция, Вадстена                               |      |   |
| 4 | Токсово     | Гериатрический центр собора Архистратига Михаила | 4/I     |      | ? Schmid              | Германия, Кауфбойрен                           |      |   |
| 5 | Каннельярви | Лютеранская церковь                              | 2/I     | 1997 | Павел Чилин           | Россия, Санкт-Петербург                        | 18   |   |

## Список частично и полностью утраченных органов Ленинградской области
| № | НП          | Место                         | R/M/P   | Фирма | Страна   | Опус | Комментарий | П |
| - | ----------- | ----------------------------- | ------- | ----- | -------- | ---- | --- | - |
| 1 | Зеленогорск | Церковь Преображения Господня | 12/II/P |       | Германия |      | Считался одним из лучших органов в северной Европе. Утерян в предвоенное время. Сейчас вместо этого органа стоит Нидерландский электроорган |   |